# Prionobutis dasyrhynchus
Prionobutis dasyrhynchus är en fiskart som först beskrevs av Günther, 1868.  Prionobutis dasyrhynchus ingår i släktet Prionobutis och familjen Eleotridae. Inga underarter finns listade i Catalogue of Life.